# Kuznieczik
Kuznieczik (ros. Кузнечик, pol. Konik polny) – wielbłąd domowy, który zasłynął z tego, że podążał z Armią Czerwoną w jej marszu do Berlina w czasie II wojny światowej.

## Wielbłądy w II wojnie światowej
Jakiś czas po bitwie stalingradzkiej (1942–1943), wiele jednostek Armii Czerwonej zaczęło wykorzystywać wielbłądy na południowym teatrze działań wojennych do transportu amunicji, paliwa do czołgów i samolotów, żywności, wody do kuchni, a nawet rannych czerwonoarmistów. Wykorzystanie tych zwierząt jako środka transportu było konieczne ze względu na otwarty teren kałmuckich stepów, ich prymitywne drogi i brak wody, a także niedobór odpowiednich pojazdów pomocniczych w radzieckich siłach zbrojnych.
W pewnym znanym przypadku tak zwany „batalion wielbłądów” składający się z około „tysiąca wielbłądów” przewoził na dużą odległość około „dwanaście tysięcy ton różnego ładunku”, co w innym przypadku wymagałoby użycia około „134 ciężarówek”.

## Od Stalingradu do Berlina
308 Dywizja Strzelecka, utworzona w 1942 roku w ramach radzieckiej 1 Gwardyjskiej Armii, zaczęła wykorzystywać wielbłąda domowego sprowadzonego z Kazachstanu, którego żołnierze nazywali Kuznieczik („Konik polny”), do transportu żywności i przyborów kuchennych. Mówi się, że wielbłąd ułatwiał również żołnierzom powracającym do obozu lokalizację swojej jednostki z „wysokiego i imponującego zwierzęcia, widocznego z dużej odległości”.
308 Dywizja Strzelecka, na cześć jej bohaterskiego czynu, została przemianowana na 120 Gwardyjską Brygadę Zmechanizowaną i jako część radzieckiej 3 Armii wzięła czynny udział w bitwie stalingradzkiej pod dowództwem generała Leontija Gurtjewa (gdzie broniła fabryki Barrikady), operacji orłowskiej, operacji Bagration, operacji wschodniopruskiej i wreszcie operacji berlińskiej.
Kuznieczik, wypełniający swoje obowiązki logistyczne na tyłach, miał podążać za tą w większości syberyjską formacją wojskową aż do Berlina, gdzie ujeżdżający go żołnierz miał zaprowadzić zwierzę do Reichstagu, aby pluło na zrujnowany budynek.

## Odznaczenia
Kuznieczik podobno został odznaczony trzema radzieckimi Odznakami za rany, które odniósł podczas różnych niemieckich bombardowań skierowanych na dywizję, a także Medalem „Za obronę Stalingradu”.